# Mandy Leach
Mandy Leach (20 agosto 1979) è un'ex nuotatrice zimbabwese.
Specializzata nello stile libero ha partecipato ai Giochi della XXVII Olimpiade nella gara dei 200 metri stile libero, superando le batterie con il tempo di 2'01"05 e classificandosi poi al 13º posto finale.
Nel 2002 ha partecipato ai XVII Giochi del Commonwealth di Manchester, classificandosi ottava nei 100m farfalla e decima nei 100m stile libero.